# András Paróczai
András Paróczai (ur. 11 maja 1956 w miejscowości Jászladány w komitacie Jász-Nagykun-Szolnok) – węgierski lekkoatleta, średniodystansowiec, trzykrotny medalista halowych mistrzostw Europy. 
Specjalizował się w biegu na 800 metrów. Odpadł w półfinale tej konkurencji na  mistrzostwach Europy juniorów w 1975 w Atenach.
Zdobył brązowy medal w biegu na 800 metrów na halowych mistrzostwach Europy w 1979 w Wiedniu, przegrywając jedynie z Antonio Páezem z Hiszpanii i Binko Kolewem z Bułgarii.  Na kolejnych halowych mistrzostwach Europy w 1980 w Sindelfingen zdobył srebrny medal tej konkurencji, ulegając jedynie Rogerowi Milhau z Francji, a wyprzedzając Herberta Wursthorna z Republiki Federalnej Niemiec.
Odpadł w półfinale biegu na 800 metrów na igrzyskach olimpijskich w 1980 w Moskwie. Ponownie wywalczył srebrny medal w tej konkurencji na halowych mistrzostwach Europy w 1981 w Grenoble, tym razem przegrywając z Wursthornem, a wyprzedzając Páeza, zaś na halowych mistrzostwach Europy w 1983 w Budapeszcie odpadł w półfinale na tym dystansie.
Paróczai był mistrzem Węgier w biegu na 400 metrów w 1979 i 1980 oraz w biegu na 800 metrów w latach 1975, 1978–1980 i 1982, a w hali triumfował w biegu na 800 metrów w 1980.
Czterokrotnie poprawiał rekord Węgier w biegu na 800 metrów do wyniku 1:45,91 uzyskanego 26 czerwca 1981 w Oslo oraz sześciokrotnie ustanawiał rekord swego kraju w sztafecie 4 × 400 metrów do rezultatu 3:04,95 (11 czerwca 1983 w Zagrzebiu). Jest aktualnym (kwiecień 2020) rekordzistą Węgier w biegu na 600 metrów z wynikiem 1:16,0 osiągniętym 30 maja 1979 w Budapeszcie.
Rekordy życiowe Paróczaia:
- bieg na 400 metrów – 46,86 (1 września 1979, Nevers)
- bieg na 800 metrów – 1:45,91 (26 czerwca 1981, Oslo)
- bieg na 1000 metrów – 2:24,7 (2 sierpnia 1975, Budapeszt)